# Obesulus
Obesulus is een geslacht van vliesvleugeligen uit de familie Eulophidae. De wetenschappelijke naam van dit geslacht is voor het eerst geldig gepubliceerd in 1988 door Boucek.

## Soorten
Het geslacht Obesulus omvat de volgende soorten:
- Obesulus ater Boucek, 1988
- Obesulus indicus Sushil & Khan, 1999
- Obesulus keralicus Narendran & Girish Kumar, 2005